# Phacodes tenuitarsis
Phacodes tenuitarsis là một loài bọ cánh cứng trong họ Cerambycidae.